# Estrilda cendrosa
L'estrilda cendrosa (Glaucestrilda thomensis) és un ocell de la família dels estríldids (Estrildidae).

## Hàbitat i distribució
Habita vegetació espinosa a l'oest, sud-oest d'Angola i nord de Namíbia.